# Chrysobothris gardneri
Chrysobothris gardneri es una especie de escarabajo del género Chrysobothris, familia Buprestidae. Fue descrita científicamente por Théry en 1930.